# Флаг Французских Южных и Антарктических территорий
Флаг Французских Южных и Антарктических территорий — заморского административно-территориального образования Франции с особым статусом — был официально принят 23 февраля 2007 года.
Флаг представляет собой синее полотнище с флагом Франции в крыже. На полотнище, ближе к правому нижнему углу, размещена аббревиатура TAAF (фр. Terres australes et antarctiques françaises) которая с французского и переводится как Французские Южные и Антарктические территории. Эмблему TAAF обрамляют пять пятиконечных звёзд белого цвета, которые означают 5 групп островов, которые и составляют это владение Франции — острова Амстердам и Сен-Поль, Кергелен, острова Крозе, острова Эпарсе и Земля Адели.